# Lupettiana manauara
Lupettiana manauara är en spindelart som beskrevs av Antonio D. Brescovit 1999. Lupettiana manauara ingår i släktet Lupettiana och familjen spökspindlar. Inga underarter finns listade i Catalogue of Life.